# Sofiane Alakouch
Sofiane Alakouch (arabisch سفيان علكوش; * 29. Juli 1998 in Nîmes) ist ein französisch-marokkanischer Fußballspieler. Der rechte Verteidiger steht als Leihgabe des FC Metz beim Paris FC unter Vertrag.

## Karriere

### Verein
Alakouch begann das Fußballspielen als Siebenjähriger bei JS Chemin Bas d’Avignon und spielt seit November 2006 bei Olympique Nîmes. Dort durchlief er sämtliche Jugendmannschaften, ehe er im Januar 2016 erstmals für die zweite Mannschaft in der fünftklassigen National 3 eingesetzt wurde. Sein Profidebüt absolvierte Alakouch drei Monate später für die erste Mannschaft beim 2:1-Auswärtssieg gegen den FC Tours in der Ligue 2. In der Spielzeit 2016/17 avancierte er in der Rückrunde zum Stammspieler und stand in insgesamt 20 Ligaspielen seiner Mannschaft auf dem Platz. In der darauffolgenden Saison war er weiterhin auf der rechten Verteidigerseite gesetzt und verhalf seiner Mannschaft mit 30 Ligaeinsätzen zum zweiten Tabellenplatz und dem damit verbundenen Aufstieg in die Ligue 1. Dort erzielte Alakouch am 16. Januar 2019 das Tor zum 1:0-Heimsieg gegen den FC Nantes und damit seinen ersten Pflichtspieltreffer im Profifußball. Die Spielzeit schloss er mit Nîmes als Tabellensiebter ab. Auch in der coronabedingt vorzeitig abgebrochenen Saison 2019/20 war er Stammkraft und erzielte mit seinem Team den Klassenerhalt. Im Sommer 2021 schloss er sich dem FC Metz an. Dort kam er zunächst nur sporadisch zum Einsatz, weshalb er im Februar 2022 auf Leihbasis zum FC Lausanne-Sport wechselte. Zur Saison 2023/24 wurde er an den Zweitligisten Paris FC verliehen.

### Nationalmannschaft
Alakouch debütierte im Februar 2017 beim Turnier von Toulon in der französischen U19-Nationalmannschaft. Ende März 2017 kam er in der EM-Qualifikation gegen Israel zu einem weiteren U19-Einsatz. Am 26. Mai 2018 absolvierte er bei der 1:2-Testspielniederlage gegen die Schweiz ein Spiel für die U21-Auswahl. 2021 wechselte er den Verband und debütierte für die marokkanische A-Nationalmannschaft.

## Erfolge
Olympique Nîmes
- Aufstieg in die Ligue 1: 2018